# Shuangyashan
Shuangyashan är en stad på prefekturnivå i Heilongjiang-provinsen i nordöstra Kina.Den ligger omkring 470 kilometer öster om provinshuvudstaden Harbin.

## Administrativ indelning
Shuangyashan består av fyra städer på häradsnivå och fyra härad:
- Stadsdistriktet Jianshan (尖山区), 118 km², 210 000 invånare;
- Stadsdistriktet Lingdong (岭东区), 908 km², 90 000 invånare;
- Stadsdistriktet Sifangtai (四方台区), 169 km², 70 000 invånare;
- Stadsdistriktet Baoshan (宝山区), 572 km², 130 000 invånare;
- Häradet Jixian (集贤县), 2 860 km², 310 000 invånare;
- Häradet Youyi (友谊县), 1 800 km², 120 000 invånare;
- Häradet Baoqing (宝清县), 13 443 km², 420 000 invånare;
- Häradet Raohe (饶河县), 6 613 km², 140 000 invånare.

## Klimat
Genomsnittlig årsnederbörd är 944 millimeter. Den regnigaste månaden är juli, med i genomsnitt 210 mm nederbörd, och den torraste är januari, med 10 mm nederbörd.